# HD 83441
HD 83441，又名CD-35 5833，SAO 200573、HR 3835，是一颗恒星，视星等为5.98，位于銀經264.72，銀緯12，其B1900.0坐标为赤經9h 33m 18.2s，赤緯-35° 12′ 47″。